# Sonates pour violon et piano de Saint-Saëns
Pour les articles homonymes, voir Sonates pour violon et piano.
Camille Saint-Saëns a publié deux sonates pour violon et piano. 
Il existe deux autres sonates de jeunesse (1842 et 1850) ainsi qu'une autre partition inachevée.

## Sonateno1enré mineurop. 75
Son écriture est contemporaine de sa Symphonie avec orgue.
Le dédicataire en est le violoniste Martin-Pierre Marsick, qui en fut le créateur en octobre 1885 avec le compositeur au piano.
Elle comporte une structure, assez inhabituelle, de deux mouvements et quatre parties, qui se retrouve également dans plusieurs partitions du musicien, telles son quatrième concerto pour piano et sa Symphonie avec orgue. 
L'un des thèmes de l'allegro initial, l'allegro agitato, a été cité dans À la recherche du temps perdu de Marcel Proust. Il le prend pour modèle de la petite phrase de la sonate de Vinteuil. Elle est attribuée au compositeur Vinteuil, personnage du roman. On note cependant que l'écrivain ne portait guère d'estime à Saint-Saëns et à sa sonate, comme l'atteste une lettre écrite à Jacques de Lacretelle :

« Mes souvenirs sont plus précis pour la Sonate. Dans la mesure où la réalité m'a servi, mesure très faible à vrai dire, la petite phrase de cette Sonate, et je ne l'ai jamais dit à personne, est (pour commencer par la fin), dans la soirée Sainte-Euverte, la phrase charmante mais enfin médiocre d'une Sonate pour piano et violon de Saint-Saëns, musicien que je n'aime pas. »
Son exécution demande environ 20 minutes
- Allegro agitato – Adagio
- Allegretto moderato – Allegro molto.

## Sonateno2enmi bémol majeurop. 102
Elle a été composée à Louxor en Égypte entre février et mars 1896, soit plus de 10 ans après la précédente sonate. Elle est contemporaine de son cinquième concerto pour piano. Elle a été créée cette année-là dans un concert donné à la salle Pleyel pour le cinquantième anniversaire des débuts du musicien. 
Il existe une référence cachée à la poésie grecque ancienne, Saint-Saëns l'attestant dans une lettre à son éditeur.
L'œuvre comporte quatre mouvements  et son exécution demande environ vingt minutes.
- Poco allegro più tosto moderato
- Scherzo – vivace
- Andante
- Allegro gracioso, non presto.